# تاکاشی کیتانو
تاکاشی کیتانو (انگلیسی: Takashi Kitano؛ زادهٔ ۴ اکتبر ۱۹۸۲) بازیکن فوتبال اهل ژاپن است.
از باشگاه‌هایی که در آن بازی کرده‌است می‌توان به باشگاه فوتبال آلبیرکس نیگاتا و باشگاه فوتبال سرزو اوساکا اشاره کرد.